# Xã Riverton, Quận Clay, Minnesota
Xã Riverton (tiếng Anh: Riverton Township) là một xã thuộc quận Clay, tiểu bang Minnesota, Hoa Kỳ. Năm 2010, dân số của xã này là 446 người.